# Старое Еголдаево
Старое Еголдаево — деревня в Ряжском районе Рязанской области, входит в состав Дегтянского сельского поселения.

## География
Деревня расположена в 12 км на северо-восток от центра поселения села Дегтяное и в 18 км на восток от райцентра Ряжска. 

## История
В результате претворения в жизнь военной реформы 1571 года были упразднены сторожи к югу и востоку от Ряжска. Теперь правительство стремилось на местах сторожей создать поселения служилых людей. Оно стало раздавать помещикам свободные земли. За безупречную и многолетнюю службу были отданы в поместье угодья на речке Муратовке сыну боярскому и двум казакам, стоявшим здесь раньше на стороже. Поскольку сын боярский, которому было поручено организовать слободу, носил фамилию «Еголдаев», то и починок на месте нынешней деревни Старое Еголдаево стал именоваться «слободой Еголдаева». Произошло первое поселение примерно в 1573 году. 
В качестве села Еголдаево с церковью Великого Чудотворца Николая оно упоминается в окладных книгах 1676 года, где при означенной церкви показано  церковной пашни 10 четвертей в поле и сенных покосов на 50 копен. В приходе, состоявшем из села Еголдаева и деревни Старое Еголдаево состояло 17 дворов помещиков – детей боярских, 71 двор казачьих, 6 дворов бобыльских и всего с дворами попа и просфирницы 96 дворов. 
В деревне Старое Еголдаево помещиком Норманном С.С. в 1870 году было открыто земское училище. Число учащихся в 1885-86 учебном году составило 34 человека — 31 мальчик и 3 девочки. 
В XIX — начале XX века деревня входила в состав Еголдаевской волости Ряжского уезда Рязанской губернии.  В 1906 году в деревне было 112 дворов.
С 1929 года село являлось центром Староеголдаевского сельсовета Ряжского района Рязанского округа Московской области, с 1937 года — в составе Рязанской области, с 2005 года — в составе Дегтянского сельского поселения.

## Население
| 1859 | 1897 | 1906 | 2010 |
| ---- | ---- | ---- | ---- |
| 479  | ↗557 | ↗648 | ↘5   |